# Francis Dyke Acland
Francis Dyke Acland, född 7 mars 1874, död 9 juni 1939, var en brittisk liberal politiker.
Acland var son till den liberale politikern och pedagogen sir Arthur Herbert Dyke Acland (född 1847, underhusledamot 1885–1899), tillhörde underhuset från 1910, var 1908–1910 samt åter från juni 1915 finanssekreterare i krigsministeriet, 1911-februari 1915 understatssekreterare i utrikesministeriet och juni 1915-december 1916 sekreterare i jordbruksministeriet. Han blev 1915 ledamot av Privy council. Acland tillhörde från början av sin politiska bana det liberala partiets vänstra flygel, avgick ur koalitionsministären samtidigt med H.H. Asquith i december 1916 och hörde till det fåtal "oberoende liberaler", som omvaldes vid Asquith-gruppens stora nederlag vid parlamentsvalet i december 1918, det så kallade "khakivalet".